# Ringsynagoge
Een ringsynagoge is in Nederland een synagoge van een middelbare rang. Deze is ondergeschikt aan een hoofdsynagoge, maar kan een aantal bijkerken onder zich hebben.